# Corhiza fascicularis
Corhiza fascicularis is een hydroïdpoliep uit de familie Halopterididae. De poliep komt uit het geslacht Corhiza. Corhiza fascicularis werd in 1883 voor het eerst wetenschappelijk beschreven door Allman. 